# Beleña (kommunhuvudort)
Beleña är en kommunhuvudort i Spanien.   Den ligger i provinsen Provincia de Salamanca och regionen Kastilien och Leon, i den centrala delen av landet, 170 km väster om huvudstaden Madrid. Beleña ligger 884 meter över havet och antalet invånare är 177.
Terrängen runt Beleña är lite kuperad. Runt Beleña är det glesbefolkat, med 16 invånare per kvadratkilometer. Närmaste större samhälle är Terradillos, 12,1 km nordost om Beleña. Trakten runt Beleña består till största delen av jordbruksmark.